# Hedeoma piperita
Hedeoma piperita es una especie de planta perteneciente a la familia Lamiaceae. 

## Descripción
Es un hierba que alcanza un tamaño de 6 a 25 cm de altura, es aromática y peluda. Las hojas tienen forma ovada y son de color verde oscuro. Las flores son blancas o blanco-morado y están agrupadas con pocas flores. Los frutos son pequeños, redondos y de color café.

## Distribución y hábitat
Originaria de México, habita en climas cálidos, semicálidos, semisecos y templados entre los 1000 y hasta los 2900 metros, asociada a vegetación perturbada de bosques tropicales caducifolios y subcaducifolio, bosque espinoso, bosque mesófilo de montaña, bosques de encino, de pino y bosque de juníperos.

## Propiedades
Esta especie, en general, es utilizada en el tratamiento de trastornos digestivos como inflamación estomacal, mala digestión, diarrea, pero principalmente para aliviar el dolor de estómago, uso que es dado en estados de la región centro del país como Hidalgo, Michoacán y Morelos. Como remedio a estos males, se administra un té con el tallo y las hojas secas o frescas. Se sugiere prepararlo en el momento en que se vaya a tomar, se bebe una taza antes de los alimentos, hasta que desaparezcan las molestias. Al té puede agregársele canela y tomarlo varias veces al día. Para utilizarlo como estimulante se ingiere después de los alimentos (principalmente en la mañana y en la noche), endulzado con miel o azúcar.

## Historia
Francisco Hernández de Toledo, en el siglo XVI menciona: las hojas estriñen el vientre demasiado suelto, quita el dolor de cabeza aplicándolo en la nariz, y oliéndolo, provoca la mucosidad y limpia la cabeza.
A finales del siglo XIX, el Instituto Médico Nacional la cita como aperitivo.
En el siglo XX, Alfonso Herrera Fernández refiere: es usado como antigastrálgico. Posteriormente, Maximino Martínez reporta los usos siguientes: abscesos, anestésico local, antidiarreico, antiemético, dispepsia, eupéptico, gastralgia, produce náusea, refrescante y analgésico. Luis Cabrera de Córdoba la indica como: antiespasmódico, antiséptico, atonía por anemia, diaforético, embarazo gástrico febril, eupéptico y produce náusea. Finalmente, la Sociedad Farmacéutica de México la describe como: eupéptico, gastralgia y favorece el peristaltismo intestinal.
Principios activos
El único estudio que se detectó describe que la H. piperita contiene un aceite esencial en el que se ha identificado el monoterpeno mentol en altas concentraciones.

## Taxonomía
Hedeoma piperita fue descrita por  George Bentham y publicado en Labiatarum Genera et Species 730. 1835.

## Nombres comunes
Hierba de Santo Domingo, quiénsabe, Santo Domingo, tabaquillo, parash.